# Kupfer(II)-fluorid
Kupfer(II)-fluorid ist eine chemische Verbindung aus der Gruppe der Fluoride.

## Gewinnung und Darstellung
Kupfer(II)-fluorid kann durch Reaktion von Kupfer(II)-chlorid mit Fluor oder Kupfer(II)-oxid mit Fluorwasserstoff bei 400 °C gewonnen werden.
{\displaystyle \mathrm {CuCl_{2}+F_{2}\longrightarrow CuF_{2}+Cl_{2}} }
{\displaystyle \mathrm {CuO+2\ HF\longrightarrow CuF_{2}+H_{2}O} }

## Eigenschaften

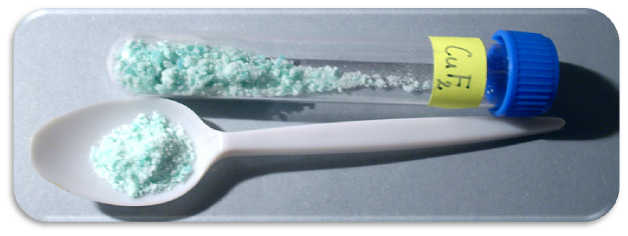
Kupfer(II)-fluorid

Kupfer(II)-fluorid ist ein weißes, kristallines, luftempfindliches Pulver, das wenig löslich in kaltem Wasser ist. Von heißem Wasser wird es hydrolytisch gespalten. Ist es nicht völlig wasserfrei, färbt es sich beim Erhitzen schwach grau. In Gegenwart von Wasser bildet sich ein hellblaues Dihydrat, welches bei Temperaturen über 130 °C sein Kristallwasser wieder abgibt. Mit Fluoridionen bilden sich die komplexe Anionen CuF3−, CuF42− und CuF64−. Als Feststoff liegt Kupfer(II)-fluorid in verzerrter Rutilstruktur vor. In der Schmelze zersetzt es sich langsam unter Abgabe von Fluor zu Kupfer(I)-fluorid und Kupfer.
{\displaystyle \mathrm {2\ CuF_{2}\rightleftharpoons 2\ CuF+F_{2}} } 

{\displaystyle \mathrm {2\ CuF\rightleftharpoons CuF_{2}+Cu} }

## Verwendung
Kupfer(II)-fluorid kann zur Fluorierung von aromatischen Kohlenwasserstoffen verwendet werden. Dabei sind jedoch relativ hohe Temperaturen notwendig, was diese Reaktion für viele Produkte unmöglich macht.
Analog kann Kupfer(II)-fluorid bei hohen Temperaturen auch als Fluorierungsmittel für anorganische Stoffe, beispielsweise für Tantal, verwendet werden.
{\displaystyle \mathrm {2\ Ta+5\ CuF_{2}\longrightarrow 2\ TaF_{5}+5\ Cu} }